# Il Volo (gruppo musicale anni 1970)
Il Volo è stato un gruppo musicale italiano degli anni settanta.

## Storia
Fondato nel 1974 su iniziativa di Mogol e della Numero Uno come evoluzione della Formula 3, era composto da Alberto Radius e Mario Lavezzi alle chitarre e voce, Vince Tempera e Gabriele Lorenzi alle tastiere, Bob Callero al basso e Gianni Dall'Aglio alla batteria.
I componenti del gruppo erano musicisti affermati provenienti da formazioni di rilievo, come i Formula 3 (Alberto Radius e Gabriele Lorenzi), I Ribelli (Gianni Dall'Aglio), i Camaleonti e Flora Fauna Cemento (Mario Lavezzi), gli Osage Tribe i Duello Madre (Bob Callero). L'intenzione della Numero Uno era quella di disporre del gruppo anche per album di altri artisti, come avvenne per TIR di Loredana Bertè.
Il Volo collaborò con Lucio Battisti negli album Anima Latina del 1974 - in particolare con il contributo di Callero e Dall'Aglio - e Lucio Battisti, la batteria, il contrabbasso, eccetera del 1975, però, forse anche per il deteriorarsi dei rapporti tra Radius e Mogol, il risultato venne considerato insoddisfacente e la formazione venne cambiata, mantenendo però la registrazione originale con gli elementi de Il Volo del brano Io ti venderei e Il Veliero.
Il gruppo produsse due dischi con musiche proprie e testi di Mogol, nel 1974 e nel 1975, Il Volo e Essere o non essere? Essere! Essere! Essere!, e si esibì al Festival del Proletariato Giovanile al Parco Lambro di Milano, organizzata da Re Nudo e al Festival pop di Villa Pamphili.
Nel 1975 andò in tour con Francesco De Gregori, e suonò nell'album Amore dolce, amore amaro, amore mio di Fausto Leali, per poi sciogliersi alla fine dell'anno.

## Formazione
- Alberto Radius - chitarra, voce
- Mario Lavezzi - chitarra, voce
- Vince Tempera - tastiere
- Gabriele Lorenzi - tastiere
- Bob Callero - basso
- Gianni Dall'Aglio - batteria, voce

## Discografia

### Album in studio
- 1974 - Il Volo (Numero Uno, DZSLN 55667)
- 1975 - Essere o non essere? Essere! Essere! Essere! (Numero Uno, DZSLN 55679)

### Raccolte
- 1987 - Il Volo (Nexus International, K32Y 2051)

### Singoli
- 1975 - Gente in amore/Medio Oriente 249.000 tutto compreso (Numero Uno, ZN 50339)

### Partecipazioni
- 2002 -  Pop Villa Pamphili (BMG Ricordi, 74321950672) Il Volo è presente con il brano Il calore umano